# Чевуєво
Чевуєво (пол. Czewujewo) — село в Польщі, у гміні Роґово Жнінського повіту Куявсько-Поморського воєводства.
Населення — 255 осіб (2011).

## Демографія
Демографічна структура станом на 31 березня 2011 року:
|          | Загалом | Допрацездатний вік | Працездатний вік | Постпрацездатний вік |
| -------- | ------- | ------------------ | ---------------- | -------------------- |
| Чоловіки | 131     | 31                 | 87               | 13                   |
| Жінки    | 124     | 21                 | 80               | 23                   |
| Разом    | 255     | 52                 | 167              | 36                   |